# Betty Smith
Betty Smith, de soltera Elisabeth Wehner (Brooklyn, Nueva York, 15 de diciembre de 1896 – Shelton, Connecticut, 17 de enero de 1972), fue una novelista estadounidense, que alcanzó la fama y el éxito internacional con su best seller de 1943 Un árbol crece en Brooklyn.

## Biografía

### Primeros años
Elisabeth Lillian Wehner nació el 15 de diciembre de 1896 en Williamsburg, un barrio de emigrantes pobres de Brooklyn, que todavía era una ciudad separada de Nueva York. Fue la primogénita del matrimonio formado por John Wehner y Kate Hummel, hijos ambos de emigrantes alemanes procedentes de una aldea cercana a la Selva Negra.
La infancia de Lizzie, como le llamaba su familia, transcurrió en una pobreza extrema, cuya dureza y privaciones reflejaría en su novela más conocida. A los catorce años tuvo que abandonar los estudios y ponerse a trabajar, desempeñando una multitud de oficios, que en buena parte ejercería luego en la ficción la protagonista de Un árbol crece en Brooklyn: pinche de cocina en un restaurante, montadora de flores artificiales, cajera en un gran almacén, lectora de cartas de reclamación en una empresa de ventas por correo, lectora de periódicos en una agencia de recortes de prensa y, finalmente, operadora de teletipo.
El horario nocturno de su trabajo como teletipista permitió a Lizzie reanudar sus estudios, asistiendo entre los 19 y los 21 años al prestigioso instituto femenino Girls’ High School, donde fue redactora jefe del periódico escolar. Durante su último año en el instituto, conoció a George H. Smith, otro joven de Brooklyn de familia humilde, dos años menor que ella, dotado de una fuerte voluntad y ambición (acabaría siendo director del  Comité de Política del Partido Republicano en el Senado). En 1918 Lizzie aprobó unas oposiciones a la administración y empezó a trabajar con un buen sueldo en el servicio de Correos, como detectora de fraudes postales. Por primera vez no pasaba apuros económicos, a costa de abandonar el instituto sin haberse graduado. Pero en 1919, cuando tenía 23 años, se mudó a Ann Arbor (Michigan),  siguiendo a George Smith, que estudiaba Derecho en aquella universidad. Ambos se casaron ese mismo año.  Las estrecheces e ilusiones de la vida de la joven pareja en esta etapa se reflejarían luego en la novela Joy in the morning.

### Una formación literaria tardía
En Michigan nacerían las dos hijas del matrimonio Smith: Nancy en 1922 y Mary en 1924 . Cuando las niñas comenzaron a ir a la escuela, Betty decidió completar su educación superior. Aunque no había acabado el bachillerato, por lo que no podía matricularse formalmente, fue autorizada a asistir a clases en la Universidad de Ann Arbor, donde siguió cursos de periodismo, literatura y arte dramático. Aprovechando la práctica adquirida, logró en 1928 un modesto contrato con un syndicate o agencia para escribir un artículo semanal, que luego era distribuido a los periódicos abonados.  Las obras de teatro que escribía en la universidad le resultaron más rentables. Una de ellas, Jonica Starrs, un drama en tres actos sobre la ruptura de un matrimonio, le hizo ganar en 1931 el prestigioso Premio Avery Hopwood para estudiantes, dotado con 1000 dólares, una suma considerable para una ama de casa sin empleo. Con ese dinero, pudo matricularse en la Escuela de Arte Dramático de la Universidad de Yale, pues la familia Smith había vuelto al Este, en un intento de reiniciar desde cero una relación conyugal que hacía agua. El matrimonio se separó legalmente en 1933. En Yale,  Betty conocería a Robert Finch, otro autor dramático, que se convertiría con el tiempo, según confesión propia, en “el amor de su vida”.
A partir de la separación, los problemas económicos de Smith aumentaron: abandonó Yale, volvió a Nueva York con su madre y comenzó a ganarse malamente la vida escribiendo historias románticas para publicaciones de baja categoría. En 1935 consiguió un empleo como lectora de obras dramáticas en el Federal Theatre Project, una de las ramas artísticas de la Works Progress Administration, la agencia instituida en el marco del New Deal para dar trabajo a los millones de desempleados que había generado la Gran Depresión. En 1938 se divorció de George Smith y se mudó a Chapel Hill, Carolina del Norte,  donde continuó su trabajo para el Proyecto, ahora como autora dramática, adoptando ya el nombre de Betty Smith. Escribió así más de setenta obras de un solo acto,  muchas de ellas en colaboración, principalmente con Robert Finch, con el que comenzó una relación sentimental. En 1939 acabó su colaboración con la W.P.A. y volvieron los problemas económicos; sólo una beca de la Fundación Rockefeller le permitió continuar viviendo en Chapel Hill. Su relación con Robert Finch se interrumpió y en 1943 se casó, tras un fugaz noviazgo, con Joseph Jones, un periodista y escritor que a la sazón estaba movilizado como soldado durante la Segunda Guerra Mundial.

### Éxito y celebridad
Pocos días después de su boda con Jones, Betty Smith publicó su primera novela, Un árbol crece en Brooklyn, obra de marcada inspiración autobiográfica, que narra los primeros años de la vida de Francie Nolan, una muchacha hija de emigrantes que crece en la pobreza en Williamsburg durante las dos primeras décadas del siglo XX y que sueña con llegar a ser escritora. El éxito de la novela fue inmenso. En las primeras semanas se vendieron 300.000 ejemplares y para finales del año 1945 se alcanzaban casi los tres millones, solo en inglés; en parte gracias a la masiva edición de bolsillo que realizó la editorial de las Fuerzas Armadas para los soldados en ultramar. Hasta entonces, solo Lo que el viento se llevó había obtenido cifras de ventas superiores. El éxito de la novela no se limitó a los EE. UU.: fue rápidamente traducida a dieciséis lenguas distintas y se editó incluso al otro lado del “Telón de Acero”. Smith se convirtió de la noche a la mañana en una celebridad. La recepción crítica también fue elogiosa; muchas reseñas apostaron por Un árbol crece en Brooklyn para el Premio Pulitzer de 1944, que sin  embargo ganó Martin Flavin por Viaje en la oscuridad.
El éxito arrollador de la novela determinó una rápida adaptación cinematográfica, estrenada en 1945 con el mismo título (en España con el de Lazos humanos) y que fue la primera película dirigida por Elia Kazan, con James Dunn, Dorothy McGuire, Joan Blondell y Peggy Ann Garner en los papeles principales. Por su interpretación en esta película Peggy Ann Garner ganó el Premio Especial de la Academia como actriz infantil destacada (el llamado “Óscar juvenil”) y James Dunn el Óscar al mejor actor de reparto. En  1951 George Abbott produjo y dirigió Un árbol crece en Brooklyn como un musical de Broadway, con libreto del propio Abbot y de la autora de la novela, letras de Dorothy Fields, música de Arthur Schwartz y coreografía de Herbert Ross.
Después de Un árbol crece en Brooklyn, Betty Smith publicó  otras cuatro novelas: Mañana puede ser un gran día (1948), Maggie-Now (1958) y Joy in the morning (1963). Ninguna de ellas alcanzó un éxito tan resonante como la primera y su acogida por la crítica fue mucho más reticente, aunque Joy in the morning fue objeto también de una adaptación cinematográfica con el mismo título, dirigida en 1965 por Alex Segal y protagonizada por Richard Chamberlain e Yvette Mimieux.

### Los años finales
Betty Smith se divorció de su segundo marido a mediados de la década de los cincuenta, tras varios años de separación de hecho, y contrajo su tercer matrimonio en 1957 con Robert Finch, a la sazón ya muy enfermo a consecuencia de su adicción al alcohol y que moriría solo dos años después. Betty le sobrevivió hasta el 17 de enero de 1972, fecha en la que falleció de neumonía a los 75 años en Shelton, Connecticut, siendo enterrada en Chapel Hill. Con el paso de los años su novela más famosa se ha convertido en un hito de la literatura popular norteamericana del siglo XX, pero al mismo tiempo su repercusión y su valoración han disminuido, al verse afectadas por la injusta etiqueta de ser “una novela para chicas” y “demasiado sentimental”.

## Obras publicadas
- A Tree Grows in Brooklyn. New York: Harper & Brothers, 1943. (Un árbol crece en Brooklyn, Lumen, Barcelona, 2008)
- Tomorrow Will Be Better. New York: Harper & Brothers, 1948. (Mañana puede ser un gran día, Lumen, Barcelona, 2015).
- Maggie-Now. New York: Harper & Brothers, 1958. (Maggie-Ahora).
- Joy in the Morning. New York: Harper & Row, 1963. (Alegre amanecer)